# Продолжение войны
«Продолжение войны» (исп. Longitud de guerra) — мексиканский кинофильм режиссёра  Гонсало Мартинеса Ортеги, вышедший на экраны в 1976 году. Экранизация исторического романа о восстании против правительства Порфирио Диаса в 1891 году. Лента была номинирована на премию «Оскар» за лучший фильм на иностранном языке; также участвовала в конкурсной программе на мексиканскую премию «Ариэль» в четырёх номинациях.

## В ролях
- Víctor Alcocer
- José Luis Almada
- Mario Almada
- Pedro Armendáriz Jr.
- Fernando Balzaretti
- Elsa Benn
- Narciso Busquets
- Roberto Cañedo
- Armando Coria
- Pancho Córdova
- Eugenia D'Silva
- Ángel de la Peña García
- Альма Дельфина
- Себастьян Лигарде
- Оскар Морелли
- Летисия Пердигон
- Уго Стиглиц
- Аарон Эрнан